# Fiat 2300
Fiat 2300 – samochód produkowany przez włoski koncern motoryzacyjny Fiat w latach 1961–1969. 
Samochód napędzany był potężnym jak na czasy produkcji sześciocylindrowym silnikiem rzędowym o pojemności 2279 cm³ wyposażonym w pojedynczy lub podwójny (wersja "S") gaźnik. Innowacją był także montaż hamulców tarczowych na obydwu osiach.
Wersja sedan została zaprojektowana przez Pininfarinę była pierwszym modelem Fiata wyposażonym w pełni automatyczną skrzynię biegów, która zastąpiła opcjonalne sprzęgło Saxomat w roku 1966. Większość 2300 i 2300S coupé wyposażonych zostało w czterobiegową, w pełni zsynchronizowaną skrzynię biegów.

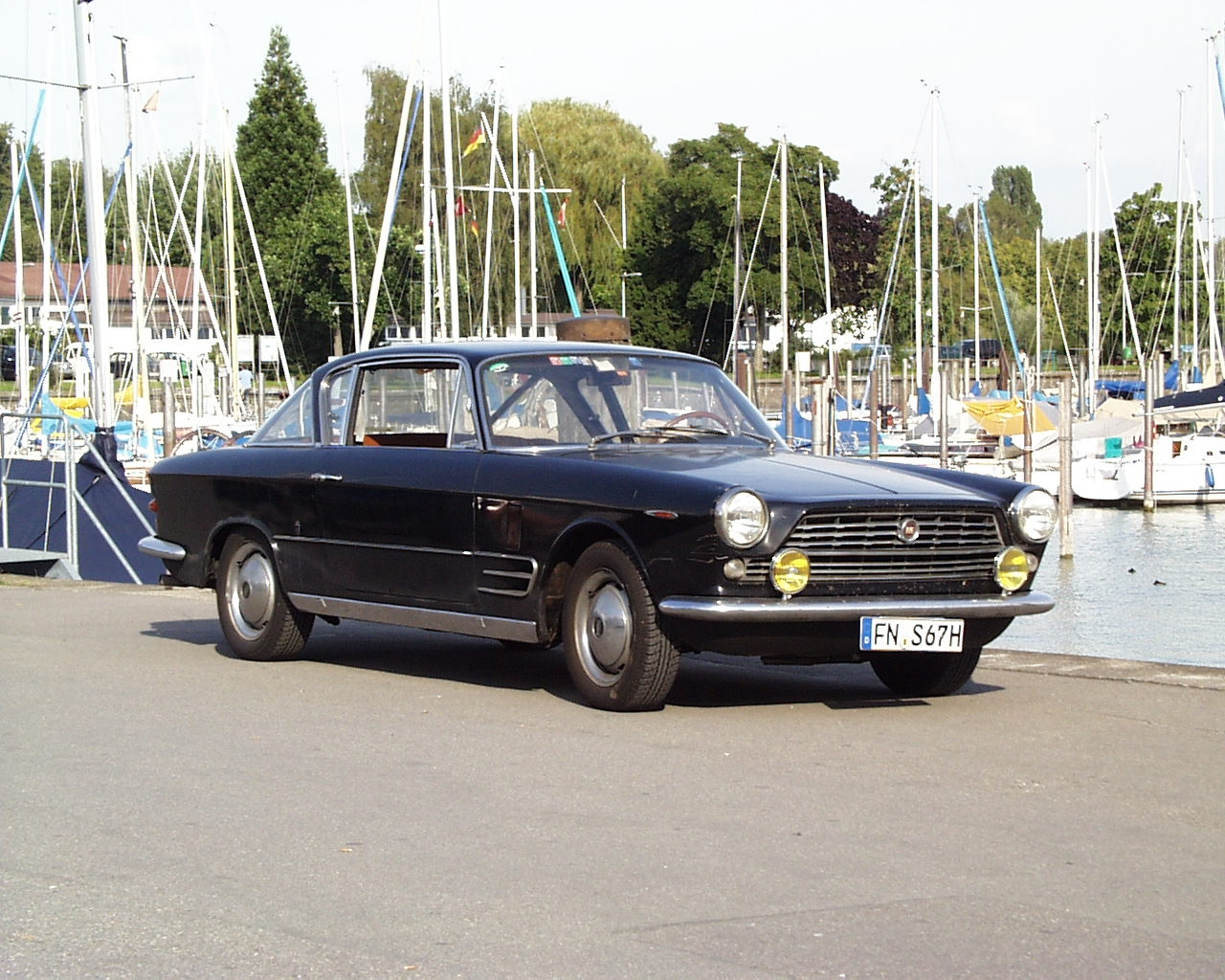
Fiat 2300 S Coupe 2. Series
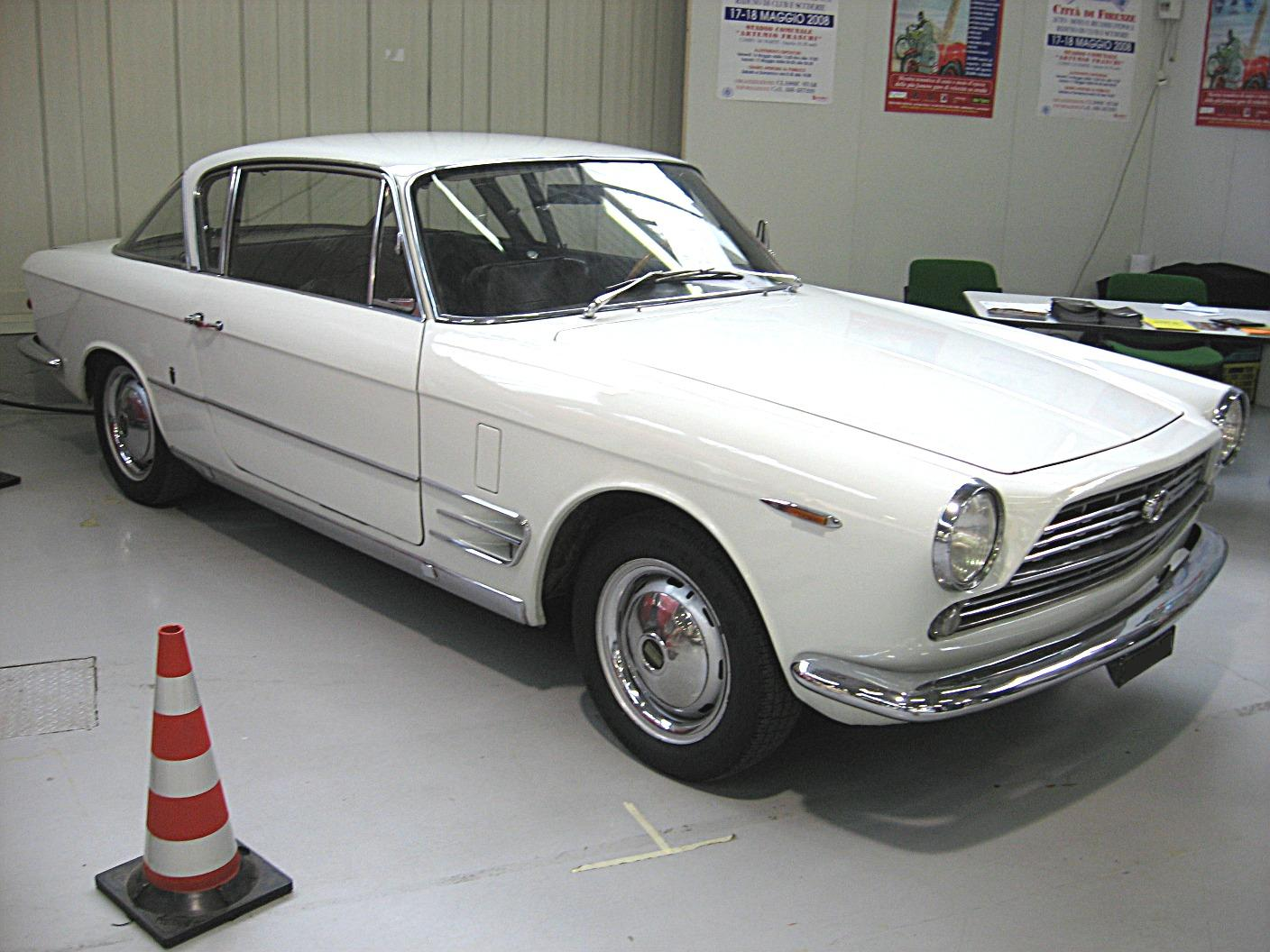
Fiat 2300 S Coupe
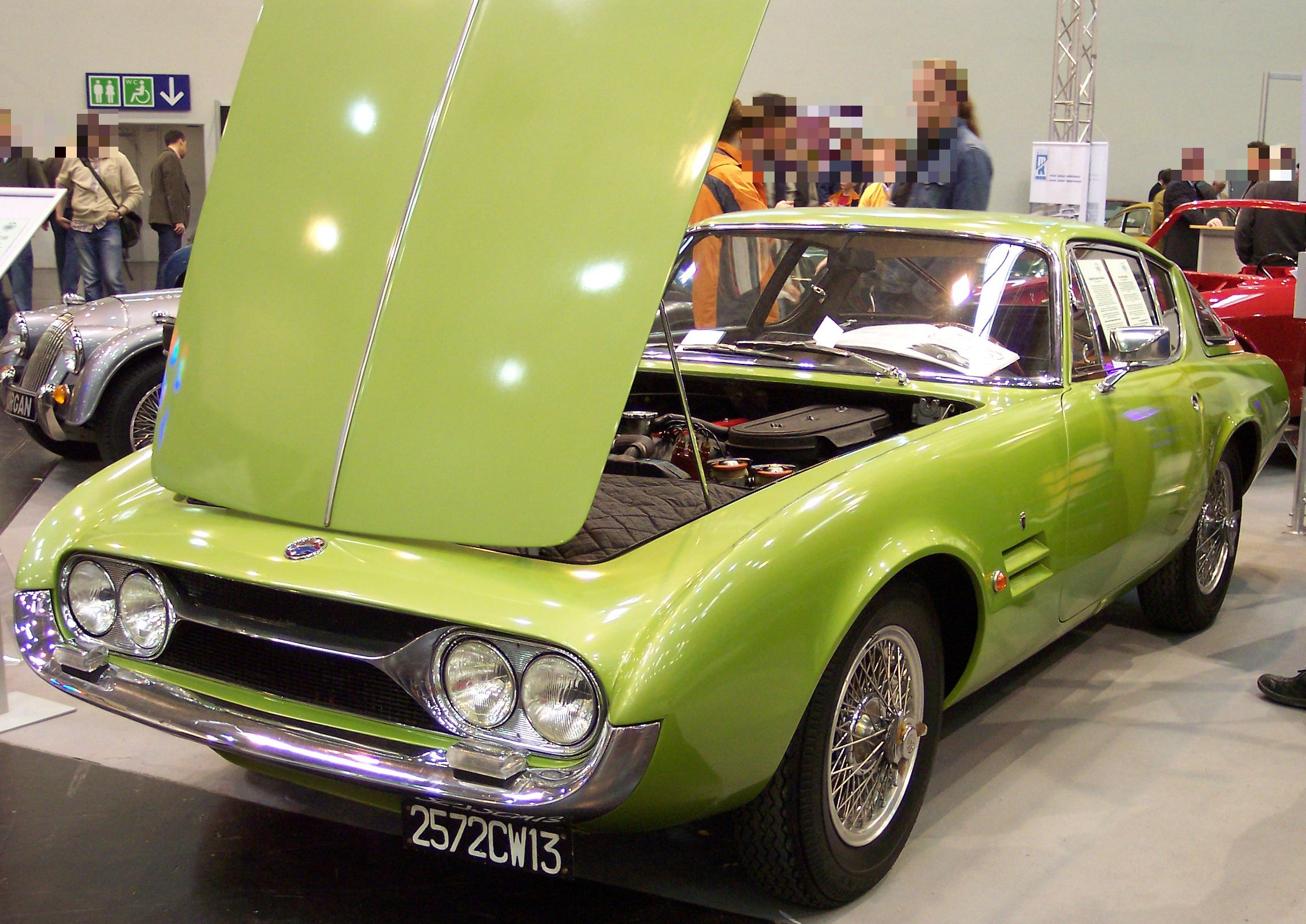
Ghia-Fiat G230S oparty na Fiacie 2300 S
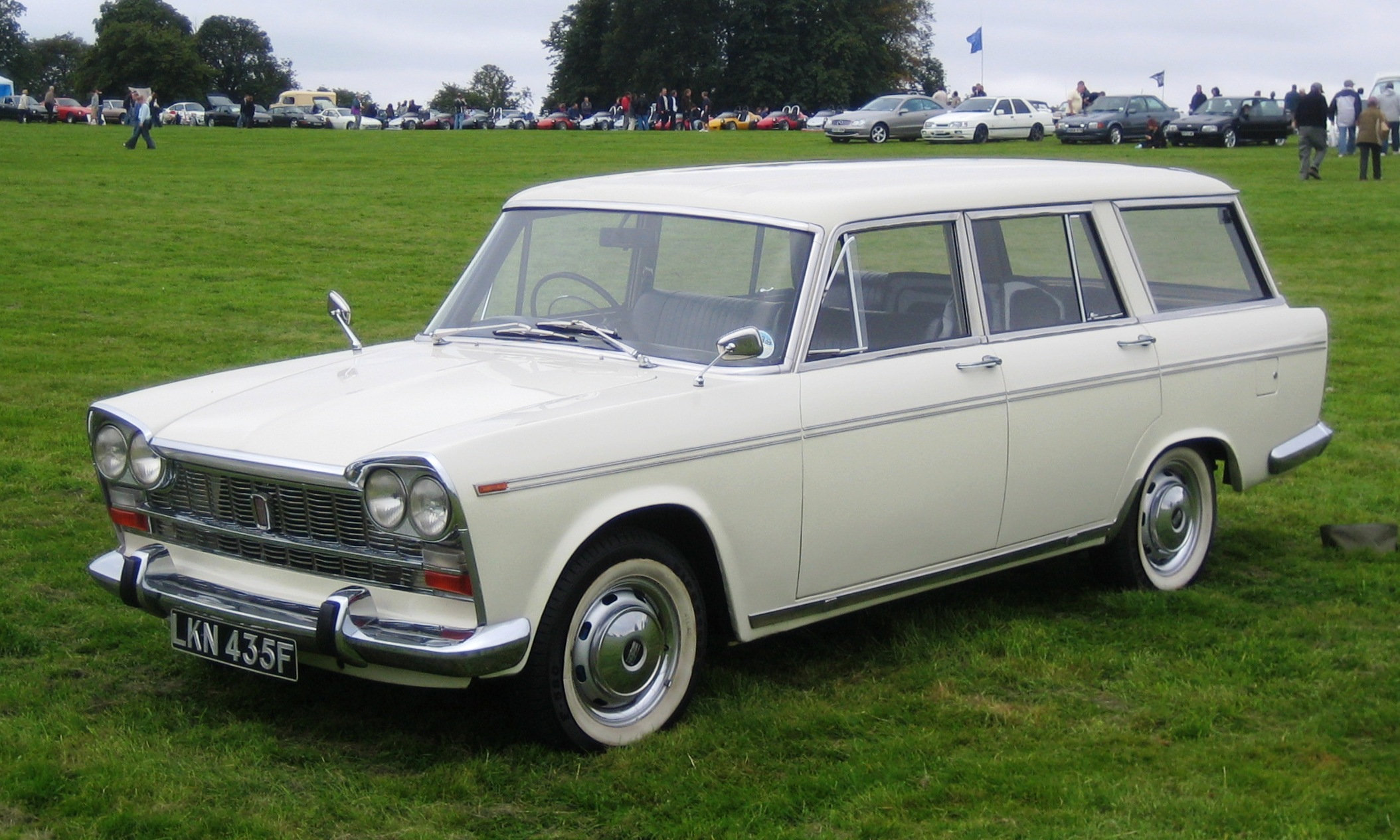
Fiat 2300 Estate (1967)

## Dane techniczne
| Wersja             | Silnik:                  | Układ zasilania:   | Średnica × skok tłoka: | St. sprężania:     | Moc maksymalna:                    | Maks. moment obrotowy      | 0-100 km/h:        | V-max:             |
| Silniki benzynowe: | Silniki benzynowe:       | Silniki benzynowe: | Silniki benzynowe:     | Silniki benzynowe: | Silniki benzynowe:                 | Silniki benzynowe:         | Silniki benzynowe: | Silniki benzynowe: |
| ------------------ | ------------------------ | ------------------ | ---------------------- | ------------------ | ---------------------------------- | -------------------------- | ------------------ | ------------------ |
| 2300               | R6 2,3 l (2279 cm³), OHV | gaźnik             | 78,00 mm × 79,50 mm    | 8,8:1              | 106 KM (78 kW) przy 5300 obr./min  | 184 N•m przy 3000 obr./min | b/d                | 160 km/h           |
| 2300S              | R6 2,3 l (2279 cm³), OHV | dwa gaźniki        | 78,00 mm × 79,50 mm    | 9,5:1              | 138 KM (101 kW) przy 5600 obr./min | 197 N•m przy 4000 obr./min | 11,6 s             | 190 km/h           |
| 2300B              | R6 2,3 l (2279 cm³), OHV | gaźnik             | 78,00 mm × 79,50 mm    | 8,8:1              | 117 KM (86 kW) przy 5600 obr./min  | 185 N•m przy 4000 obr./min | b/d                | 160 km/h           |